# Erbaa
Erbaa ist eine Stadt in der türkischen Provinz Tokat und der Hauptort des gleichnamigen Landkreises. Erbaa liegt in der Schwarzmeerregion, etwa 52 km Luftlinie (82 Straßenkilometer) nördlich der Provinzhauptstadt Tokat. Ende des Jahres 2020 wohnten 70.000 Menschen in der zweitgrößten Stadt der Provinz. Erbaa besitzt seit 1868 (lt. Stadtsiegel) den Status einer Belediye (Gemeinde).

## Etymologie
Der Name Erbaa ist arabischen Ursprungs, arbaʿa bedeutet „vier“. Der ursprünglich vollständige Name lautete Nevahi-i Erbaa, „die vier Nahiyes“. Dieser Name entstand 1848, als Herek, Karayaka, Sonisa (Reşadiye-Uluköy) und Taşabad (Taşova) zu einem gemeinsamen Gerichtsbezirk (Nahiye) vereinigt wurden.

## Geographie und Klima
Erbaa liegt etwa 40 km westlich von Niksar in einer 32 km langen und 10 km breiten fruchtbaren Talebene, die vom Kelkit Çayı durchflossen wird. Das Gebiet ist reich an Wasserläufen. Die kleineren Flüsse und Bäche Tozanlı, Karakuş, İmbat, Keçeci und Tanoba fließen meist in den Kelkit. Im Norden erheben sich die Canik Dağları mit dem Karınca Dağı und im Süden liegen die Berge Sakarat (1956 m) und Boğalı.
Das Klima ist mild. Die Winter sind niederschlagsreich und mäßig kalt. Die Durchschnittstemperatur liegt im Winter bei 3 bis 5 °C. Im Hochsommer klettern die Temperaturen auf 36 bis 39 °C. Der regenreichste Monat ist der März mit durchschnittlich 580 mm Niederschlag. In den Bergwäldern wachsen unter anderem Libanon-Zedern.
Den Kreis quert in nordwest-südöstlicher Richtung die Fernstraße D100 (Amasya-Erzincan). Sie tangiert auch die Kreisstadt Erbaa und ist mit der E 80 (Europastraße 80) identisch.
Der Landkreis Erbaa ist der nördlichste Kreis der Provinz und grenzt im Südwesten an den Kreis Turhal, im Süden an den zentralen Landkreis (Merkez) Tokat und im Südwesten an den Kreis Niksar. Im Westen bildet die Provinz Amasya, im Nordosten die Provinz Ordu und im Norden die Provinz Samsun eine Außengrenze, dabei ist gleichzeitig der Hasan-Uğurlu-Stausee eine natürliche Grenze zum Kreis Ayvacik in dieser Provinz.

## Landkreis
Der Kreis (bzw. Kaza als Vorgänger) bestand schon bei Gründung der Türkischen Republik 1923 und konnte zur ersten Volkszählung (1927) eine Einwohnerschaft von 54.745 (in 139 Ortschaften auf 1.825 km² Fläche) aufweisen, davon 5.624 Einwohner im namensgebenden Verwaltungssitz Erbéa.
Ende 2020 besteht der Landkreis neben der Kreisstadt (70.030) aus drei weiteren Belediyes (Gemeinden): Tanoba (4.472), Karayaka (3.278) und Gökal (3.204 Einw.). Die ehemaligen Belediyes Akça, Değirmenli und Koçak wurden 2013 wieder zu Dörfern zurückgestuft.
Im Jahr 2017 wurden alle bestehenden Bucaks aufgelöst: Doğanyurt, Karayaka, Kozlu und der zentrale Bucak (Merkez Bucağı).
Im Kreis gibt es des Weiteren noch 74 Dörfer mit durchschnittlich 234 Bewohnern. Die größten Dörfer sind: Değirmenli (1.118) und Üzümlü (1.079 Einw.), das kleinste Dorf zählt 12 Einwohner. 27 Dörfer haben mehr als Einwohner als der Durchschnitt, 20 weniger als 100 Einwohner.
Der Landkreis Erbaa hat die dritthöchste Bevölkerungsdichte der Provinz (83,8 Einw. je km²) und einen städtischen Bevölkerungsanteil von 82,35 Prozent.

## Persönlichkeiten
- Onur Akbay (* 1986), Fußballspieler
- Özgür Çek (* 1991), Fußballspieler
- Engin Günaydın (* 1972), Schauspieler
- Mustafa Kayabaşı (* 1988), Fußballspieler
- Aziz Kocaoğlu (* 1948), Politiker
- Cihan Yılmaz (* 1983), Fußballspieler